# 丹佛聯合車站
丹佛聯合車站（英語：Denver Union Station）是美國科羅拉多州丹佛的主要鐵路車站。丹佛車站開業於1881年6月1日，在1914年發生大火。現在的建築分兩階段修建，其中中央部分竣工於1914年。2012年，丹佛聯合車站進行了大規模改造。2014年，丹佛聯合車站重新開放。

## 外部連結
- 官方网站

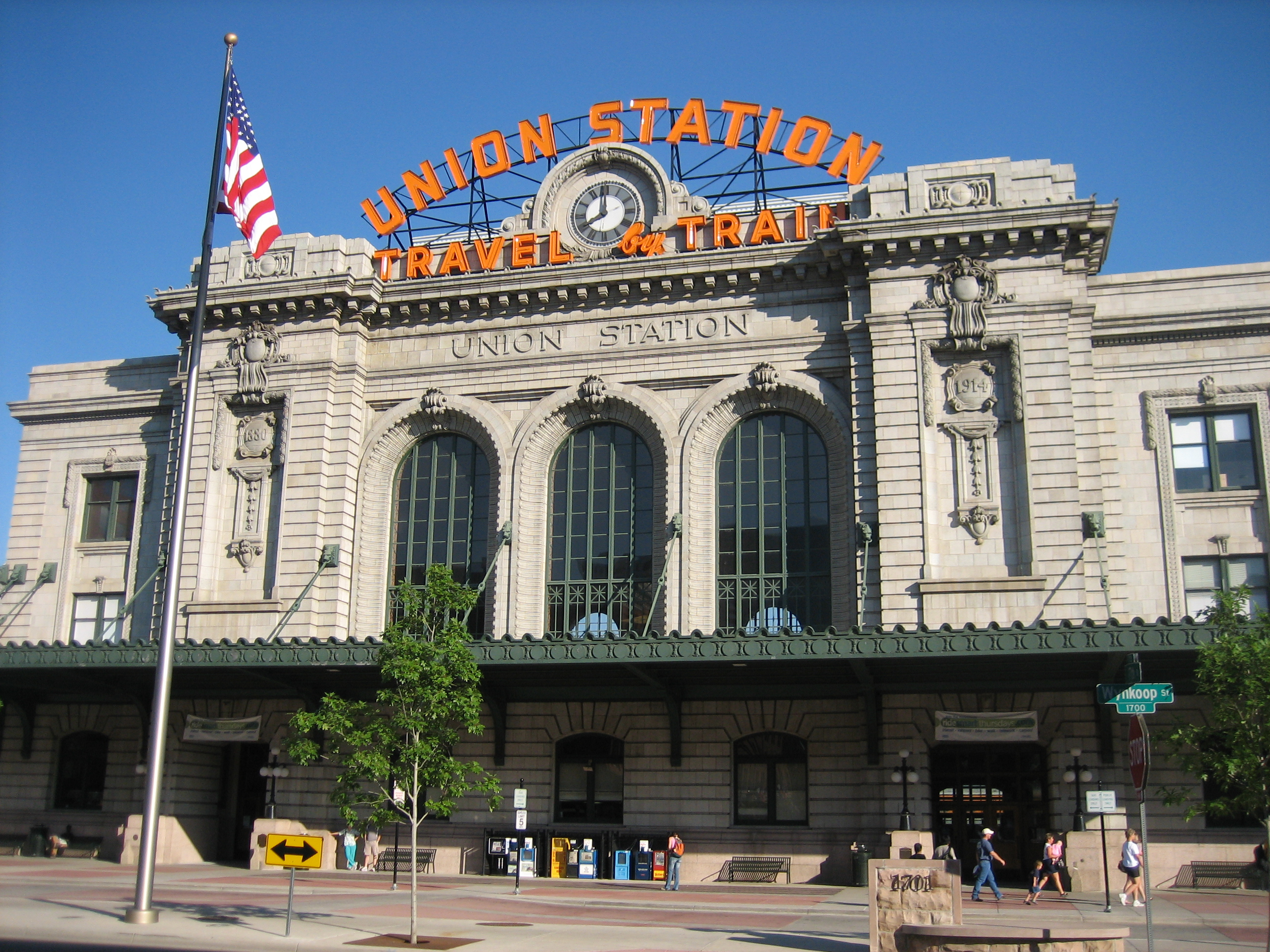
丹佛聯合車站

- Denver Union Station Project Authority
- The Crawford Hotel at Denver Union Station（页面存档备份，存于）
- Amtrak - Stations - Denver Union Station
- Denver (DEN)--Great American Stations (Amtrak)（页面存档备份，存于）
- Denver Union Station (USA RailGuide – TrainWeb)（页面存档备份，存于）